# Thiago Cionek
Thiago Rangel Cionek (phát âm tiếng Ba Lan: [ˈtjaɡɔ ˈtɕɔnɛk], tiếng Bồ Đào Nha: [tʃiˈagu ˈtʃonek]; sinh ngày 21 tháng 4 năm 1986) là một cầu thủ bóng đá chuyên nghiệp người Ba Lan gốc Brazil thi đấu ở vị trí trung vệ cho câu lạc bộ Reggina của Serie B và đội tuyển quốc gia Ba Lan.

## Sự nghiệp cấp câu lạc bộ
Chào đời tại Curitiba, Paraná, Cionek bắt đầu sự nghiệp chơi bóng với câu lạc bộ địa phương Cuiabá Esporte Clube. Anh chuyển tới châu Âu để thi đấu một thời gian ngắn cho câu lạc bộ GD Bragança của Bồ Đào Nha trước khi quay về Brazil đá cho Clube de Regatas Brasil.
Năm 2008, Cionek một lần nữa quay lại châu Âu và thi đấu 4 mùa giải cho Jagiellonia Białystok tại Ba Lan - quê hương của tổ tiên anh. Đội bóng đã giành chức vô địch Cúp bóng đá Ba Lan 2009–10 và Siêu cúp Ba Lan 2010.
Tiếp đó anh có một năm thi đấu cho Padova Calcio ở giải Serie B của Ý, rồi ký hợp đồng chơi cho một câu lạc bộ khác cùng giải là Modena FC vào ngày 2 tháng 9 năm 2013. Ngày 11 tháng 1 năm 2016, anh gia nhập câu lạc bộ Ý thứ 3 trong sự nghiệp, US Città di Palermo của Serie A. Hai năm sau, do hợp đồng đáo hạn vào cuối mùa giải, anh bị bán cho câu lạc bộ SPAL ở cùng giải Serie A với bản hợp đồng dài 2 năm rưỡi.
Ngày 28 tháng 9 năm 2020, anh ký hợp đồng 3 năm với câu lạc bộ Reggina của Serie B.

## Thống kê sự nghiệp

### Câu lạc bộ
Tính đến trận đấu diễn ra ngày 2 tháng 8 năm 2020
| Câu lạc bộ            | Mùa                | Giải               | Giải    | Giải      | Cúp     | Cúp       | Châu Âu | Châu Âu   | Tổng cộng | Tổng cộng |
| Câu lạc bộ            | Mùa                | Giải               | Số trận | Bàn thắng | Số trận | Bàn thắng | Số trận | Bàn thắng | Số trận   | Bàn thắng |
| --------------------- | ------------------ | ------------------ | ------- | --------- | ------- | --------- | ------- | --------- | --------- | --------- |
| Jagiellonia Białystok | 2008–09            | Ekstraklasa        | 12      | 1         | 7       | 1         | –       | –         | 19        | 2         |
| Jagiellonia Białystok | 2009–10            | Ekstraklasa        | 27      | 1         | 5       | 0         | –       | –         | 32        | 1         |
| Jagiellonia Białystok | 2010–11            | Ekstraklasa        | 21      | 0         | 4       | 0         | 1       | 0         | 26        | 0         |
| Jagiellonia Białystok | 2011–12            | Ekstraklasa        | 29      | 1         | 1       | 0         | 2       | 0         | 32        | 1         |
| Jagiellonia Białystok | 2012–13            | Ekstraklasa        | 2       | 0         | 0       | 0         | –       | –         | 2         | 0         |
| Jagiellonia Białystok | Tổng cộng          | Tổng cộng          | 91      | 3         | 17      | 1         | 3       | 0         | 111       | 4         |
| Padova                | 2012–13            | Serie B            | 30      | 0         | 0       | 0         | –       | –         | 30        | 0         |
| Padova                | 2013–14            | Serie B            | 1       | 0         | 2       | 0         | –       | –         | 3         | 0         |
| Padova                | Tổng cộng          | Tổng cộng          | 31      | 0         | 2       | 0         | –       | –         | 33        | 0         |
| Modena                | 2013–14            | Serie B            | 33      | 1         | 0       | 0         | –       | –         | 33        | 1         |
| Modena                | 2014–15            | Serie B            | 36      | 1         | 3       | 0         | –       | –         | 39        | 1         |
| Modena                | 2015–16            | Serie B            | 15      | 0         | 2       | 0         | –       | –         | 17        | 0         |
| Modena                | Tổng cộng          | Tổng cộng          | 84      | 2         | 5       | 0         | –       | –         | 89        | 2         |
| Palermo               | 2015–16            | Serie A            | 5       | 0         | 0       | 0         | –       | –         | 5         | 0         |
| Palermo               | 2016–17            | Serie A            | 29      | 0         | 1       | 0         | –       | –         | 30        | 0         |
| Palermo               | 2017–18            | Serie B            | 16      | 1         | 2       | 0         | –       | –         | 18        | 1         |
| Palermo               | Tổng cộng          | Tổng cộng          | 50      | 1         | 3       | 0         | –       | –         | 53        | 1         |
| SPAL                  | 2017–18            | Serie A            | 15      | 1         | 0       | 0         | –       | –         | 15        | 1         |
| SPAL                  | 2018–19            | Serie A            | 31      | 0         | 2       | 0         | –       | –         | 33        | 0         |
| SPAL                  | 2019–20            | Serie A            | 28      | 0         | 2       | 1         | –       | –         | 30        | 1         |
| SPAL                  | Tổng cộng          | Tổng cộng          | 74      | 1         | 4       | 1         | –       | –         | 78        | 2         |
| Tổng kết sự nghiệp    | Tổng kết sự nghiệp | Tổng kết sự nghiệp | 330     | 7         | 31      | 2         | 3       | 0         | 364       | 9         |

1. ↑  5 trận ra sân tại Cúp Ekstraklasa
2. ↑  Một trận ra sân tại Siêu cúp Ba Lan

### Tuyển quốc gia
Tính đến 20 tháng 11 năm 2018
| Ba Lan    | Ba Lan  | Ba Lan    |
| Năm       | Số trận | Bàn thắng |
| --------- | ------- | --------- |
| 2014      | 2       | 0         |
| 2015      | 2       | 0         |
| 2016      | 6       | 0         |
| 2017      | 6       | 0         |
| 2018      | 5       | 0         |
| Tổng cộng | 21      | 0         |